# Морепродукты
Морепроду́кты — пищевые продукты, добываемые в море, в том числе рыба, моллюски, ракообразные, иглокожие, водоросли, а также морские млекопитающие; некоторые источники не включают в этот термин позвоночных (рыбу и млекопитающих). В самом широком понимании включают также и пищевые продукты из пресноводных водоёмов.
Добычу морепродуктов в открытом море называют рыболовством, а выращивание и разведение — аквакультурой, включая рыбоводство (разведение рыбы). Оборот отрасли производства морепродуктов (включая вылов, разведение и переработку) по состоянию на 2022 год оценивался в 250 млрд долларов.
Морепродукты являются важным источником животного белка во многих диетах по всему миру, особенно в прибрежных районах. О людях, которые потребляют морепродукты как единственный источник животного белка, говорят, что они придерживаются пескетарианства.
Морепродукты употребляются человеком в пищу, а также используются в качестве корма для рыб и сельскохозяйственных животных. Некоторые морепродукты (например, водоросли) используются в качестве удобрений. Из морепродуктов получают рыбий жир и спирулину.

## История
Добыча, переработка и потребление морепродуктов — древние практики, археологические свидетельства о которых восходят к палеолиту. Находки в морской пещере на мысе Пиннакл в Южной Африке указывают на то, что Homo sapiens (современные люди) добывали морскую флору и фауну ещё 165 000 лет назад, в то время как неандертальцы, вымерший вид людей, современники ранних Homo sapiens, ели морепродукты на территориях вдоль побережья Средиземного моря начиная примерно в то же время. Изотопный анализ останков скелета тяньюаньца 40 000 летней давности, найденных в Восточной Азии показал, что он регулярно потреблял пресноводную рыбу. Археологические находки, такие как остатки ракушек, выброшенные кости рыб и наскальные рисунки показывают, что морепродукты были важны для выживания и потреблялись в значительных количествах. В этот период большинство людей вели образ жизни охотников и собирателей, однако для обитателей первых постоянных поселений, таких как поселения в Лепенски-Вир, почти всегда рыболовство было основным источником пищи.
Древняя река Нил была полна рыбы, свежая и сушёная рыба была основным продуктом питания для большей части населения. Орудия и методы ловли рыбы древних египтян запечатлены в гробницах, рисунках и папирусных документах. Некоторые изображения намекают на то, что рыбалка была также и развлечением.
Рыболовные сцены редко представлены в древнегреческой культуре, что отражает низкий социальный статус рыбалки. Тем не менее, греческий автор Оппиан Корикийский между 177 и 180 годами написал основной трактат о морской рыбалке «Halieulica» или «Halieutika». Это самая ранняя работа по теме, которая сохранилась до наших дней. Потребление рыбы варьировалось в зависимости от богатства и местоположения домашнего хозяйства. На греческих островах и на побережье свежая рыба и морепродукты (кальмар, осьминог и моллюски) потреблялись местными жителями, а также перевозились вглубь страны. Сардины и анчоусы были обычной едой для граждан Афин. Их иногда продавали свежими, но чаще солёными. На стеле конца III века до н. э. из небольшого беотского города Акрефия на озере Копаис был обнаружен список цен на рыбу. Самым дешёвым был скарен (вероятно, рыба-попугай), тогда как атлантический тунец был в три раза дороже. Обычно солёными употреблялись в пищу желтопёрый тунец, кефаль, скат, рыба-меч и осётр. Само озеро Копаис славилось во всей Греции своими угрями, прославленными героем комедии «Ахарняне». Другими пресноводными рыбами были щука, карп и менее ценный сом.
Наглядное свидетельство римской рыбалки запечатлено на мозаике. Какое-то время барабуля считалась воплощением роскоши, прежде всего потому, что её чешуя приобретает ярко-красный цвет, когда она умирает, извлечённая из воды. По этой причине этим рыбам иногда позволяли медленно умирать за столом, был даже рецепт, где это происходило в соусе гарум. Однако в начале имперской эры этот обычай внезапно прекратился, и стал признаком парвеню (см. роман «Сатирикон»).
В Средневековье морепродукты были менее престижными, чем мясо животных, и часто рассматривались как просто альтернатива мясу в постные дни. Тем не менее морепродукты были основой питания во многих прибрежных поселениях. Копчёную сельдь, выловленную в Северном море, можно было найти на рынках даже в Константинополе. Рыбу ели в свежем виде, а также солили, сушили и, в меньшей степени, коптили. Стокфиск был очень распространён, хотя приготовление могло занимать много времени и предполагало отбивание сушёной рыбы молотком перед тем, как погрузить её в воду. В широкий ассортимент моллюсков входили устрицы, мидии и морские гребешки. По сравнению с мясом рыба была намного дороже для населения внутренних регионов, особенно в Центральной Европе, и, следовательно, была недоступна для большинства населения.
Расширение знаний о репродуктивных циклах водных видов привели к развитию рыбоводческих хозяйств и усовершенствованию методов разведения рыбы и аквакультуры. Лучшее понимание опасности употребления в пищу сырой и недоваренной рыбы и моллюсков привело к улучшению методов консервации и переработки.

## Виды морепродуктов
Следующая таблица основана на классификации ISSCAAP (Международная стандартная статистическая классификация водных животных и растений), используемой ФАО для сбора и составления статистики рыболовства. Данные о производстве взяты из базы данных FAO FishStat и включают в себя как вылов в дикой природе, так и продукцию аквакультуры.
| Группа                               | Изображение | Подгруппа | Описание | Производство в 2010 в тыс. тонн |
| ------------------------------------ | --- | --- | --- | ------------------------------- |
| Рыба                                 | Рыбы — это водные позвоночные, у которых отсутствуют конечности с пальцами, они используют жабры для дыхания, а голова защищена черепом из твердых костей или хрящей. См: Рыба (пища). Итого по рыбе: | Рыбы — это водные позвоночные, у которых отсутствуют конечности с пальцами, они используют жабры для дыхания, а голова защищена черепом из твердых костей или хрящей. См: Рыба (пища). Итого по рыбе: | Рыбы — это водные позвоночные, у которых отсутствуют конечности с пальцами, они используют жабры для дыхания, а голова защищена черепом из твердых костей или хрящей. См: Рыба (пища). Итого по рыбе: | 106,639                         |
| Рыба                                 | Pelagic fish (Atlantic bluefin tuna) | Морские пелагические | Пелагические рыбы живут и питаются у поверхности или в водной толще моря, но не на дне моря. Рыб делят на крупных хищных (акулы, тунцы, морские окуни, махи-махи, макрели, лососи) и мелких кормовых (сельдь, сайра, сардина, килька, анчоусы, менхэдены). Кормовые рыбы питаются планктоном и в определённой степени могут накапливать токсины. Более крупные хищные рыбы питаются кормовой рыбой и накапливают токсины в гораздо большей степени, чем кормовая рыба. | 33 974                          |
| Рыба                                 | Demersal fish (American plaice) | Морские донные | Донные рыбы живут и питаются на дне моря или вблизи него. Некоторые виды, входящие в эту группу морепродуктов: треска, камбала, груперы и скаты. Донные рыбы питаются в основном ракообразными, обитающими на морском дне, и ведут менее активный образ жизни, чем пелагические рыбы. Пелагические рыбы обычно имеют красную плоть, характерную для мощных плавательных мышц, в то время как донные рыбы обычно имеют белую плоть. | 23 806                          |
| Рыба                                 | Diadromous fish (Atlantic salmon) | Диадромы | Проходные рыбы — это рыбы, которые мигрируют между морем и пресноводными водоёмами. К ним относятся лосось, сельди, угри и миноги. | 5348                            |
| Рыба                                 | Freshwater fish (tilapia) | Пресноводные | Пресноводные рыбы обитают в реках, озёрах, водохранилищах и прудах. Некоторые виды, входящие в эту группу: карпы, тиляпии, сомы, окуни и форели. Как правило, пресноводная рыба лучше подходит для рыбоводства, чем океаническая, и большая часть указанного здесь тоннажа приходится на выращиваемую рыбу. | 43 511                          |
| Моллюски                             | Моллюски (мягкотелые) — это беспозвоночные с мягкими телами, которые не сегментированы, как у ракообразных. Двустворчатые и брюхоногие моллюски защищены известковой раковиной, которая растет по мере роста моллюска. Головоногие моллюски не защищены раковиной. Итого по моллюскам: | Моллюски (мягкотелые) — это беспозвоночные с мягкими телами, которые не сегментированы, как у ракообразных. Двустворчатые и брюхоногие моллюски защищены известковой раковиной, которая растет по мере роста моллюска. Головоногие моллюски не защищены раковиной. Итого по моллюскам: | Моллюски (мягкотелые) — это беспозвоночные с мягкими телами, которые не сегментированы, как у ракообразных. Двустворчатые и брюхоногие моллюски защищены известковой раковиной, которая растет по мере роста моллюска. Головоногие моллюски не защищены раковиной. Итого по моллюскам: | 20 797                          |
| Моллюски                             | Bivalve | Двустворчатые | Двустворчатые моллюски имеют защитную раковину в виде двух закрывающихся частей (створок). Основные промысловые виды включают устриц, морских гребешков, мидий и сердцевидок. Большинство из них являются фильтраторами, которые зарываются в ил на морском дне, где они защищены от хищников. Другие лежат на морском дне или прикрепляются к скалам и другим твердым поверхностям. Некоторые, например гребешки, могут плавать. Двустворчатые моллюски давно стали частью рациона прибрежных сообществ. Устрицы выращивались в прудах римлянами, и в последнее время марикультура стала важным источником двустворчатых моллюсков. | 12 585                          |
| Моллюски                             | Empty shell of an abalone | Брюхоногие | Водные брюхоногие моллюски имеют спиралевидную ракоаину. Распространенными видами в этой группе морепродуктов являются морские ушки, морские блюдечки и литорины. | 526                             |
| Моллюски                             | Octopus | Головоногие | Тела головоногих моллюсков не защищены раковинами, у них есть конечности, которые растут прямо от головы. У них отличное зрение и высокий интеллект. Головоногие моллюски передвигаются реактивным способом, выбрасывая водяную струю под давлением, и создают чернилами «дымовые завесы». Примеры — осьминоги, кальмары и каракатицы. Их едят во многих странах. В зависимости от вида, конечности и иногда другие части тела приготавливают различными способами. Осьминога необходимо правильно отварить, чтобы избавиться от слизи, запаха и остатков чернил. Кальмары популярны в Японии. В странах Средиземноморья и в Великобритании кальмаров часто называют calamari. Каракатиц едят реже, чем кальмаров, хотя они популярны в Италии, а сушеные измельченные каракатицы — закуска в Восточной Азии. | 3653                            |
| Моллюски                             | | Другие | Моллюски, не включенные в вышеперечисленные группы | 4033                            |
| Ракообразные                         | Ракообразные — это беспозвоночные с сегментированными телами, защищенными твердым панцирем (раковинами или экзоскелетами), обычно из хитина. Панцири не растут, поэтому ракообразные периодически их сбрасывают и выращивают новые. Обычно из каждого сегмента выходят две конечности. Большинство промысловых ракообразных — десятиногие и имеют фасеточные глаза на стеблях. Панцири при приготовлении становятся розовыми или красными.Итого по ракообразным: | Ракообразные — это беспозвоночные с сегментированными телами, защищенными твердым панцирем (раковинами или экзоскелетами), обычно из хитина. Панцири не растут, поэтому ракообразные периодически их сбрасывают и выращивают новые. Обычно из каждого сегмента выходят две конечности. Большинство промысловых ракообразных — десятиногие и имеют фасеточные глаза на стеблях. Панцири при приготовлении становятся розовыми или красными.Итого по ракообразным: | Ракообразные — это беспозвоночные с сегментированными телами, защищенными твердым панцирем (раковинами или экзоскелетами), обычно из хитина. Панцири не растут, поэтому ракообразные периодически их сбрасывают и выращивают новые. Обычно из каждого сегмента выходят две конечности. Большинство промысловых ракообразных — десятиногие и имеют фасеточные глаза на стеблях. Панцири при приготовлении становятся розовыми или красными.Итого по ракообразным: | 11 827                          |
| Ракообразные                         | Northern prawn | Креветки | Креветки — маленькие, стройные десятиногие ракообразные с колючими головами. Они широко распространены, особенно в прибрежных водах и эстуариях, также встречаются в реках и озёрах. Они играют важную роль в пищевой цепи. Существует множество видов, большинство из них приспособлены к какой-либо конкретной среде обитания. См.: Креветочная ферма. | 6917                            |
| Ракообразные                         | Mud crab | Крабы | Крабы — это десятиногие ракообразные со стебельчатыми глазами. Обычно ходят боком, а их передняя пара конечностей является цепкими клешнями. У них маленькое брюшко, короткие усики и короткий, широкий и плоский панцирь. | 1679                            |
| Ракообразные                         | Clawed lobster | Омары | Омары и лангусты — это десятиногие ракообразные с длинным брюшком. Омары имеют большие асимметричные клешни на передней паре конечностей, одна предназначена в основном для защиты, а другая — для добычи пропитания. Лангуст лишён больших клешней, но имеет длинные колючие усики и колючий панцирь. Омары крупнее большинства креветок или крабов. | 281                             |
| Ракообразные                         | Northern krill | Криль | Криль похож на молодых креветок, за исключением того, что у них есть внешние жабры и более десяти ног. Они обитают в океанах по всему миру, где фильтруют корм огромными пелагическими стаями. Как и креветки, они являются важной частью морской пищевой цепи, превращая фитопланктон в форму, которую могут потреблять более крупные животные. Ежегодно более крупные животные съедают половину расчетной биомассы криля (около 600 млн тонн). Люди потребляют криль в Японии и России, но большая часть улова криля используется для производства кормов для рыб и для добычи масла. Масло криля, как и рыбий жир, содержит омега-3 жирные кислоты. | 215                             |
| Ракообразные                         | | Другие | Ракообразные, не включенные в вышеперчисленные группы | 1359                            |
| Другие водные животные               | Итого по другим водным животным: | Итого по другим водным животным: | Итого по другим водным животным: | 1409+                           |
| Другие водные животные               | Dolphin · Fluke of a whale | Водные млекопитающие | Морские млекопитающие составляют группу из 128 видов млекопитающих, обитающих в океане. Китовое мясо по-прежнему добывается в рамках некоммерческого промысла. Ежегодно погибает около тысячи обыкновенных гринд. Япония возобновила вылов китов, которую они называют «исследовательским китобойным промыслом». В Японии различают два типа китового мяса: мясо брюха и более ценное хвостовое мясо. Хвостовое мясо стоит до 200 долларов за килограмм, что в три раза дороже мяса живота. Особенно популярны финвалы, поскольку считается, что они дают хвостовое мясо лучшего качества. В Тайдзи в Японии и некоторых частях Скандинавии, таких как Фарерские острова, дельфины традиционно считаются пищей, их убивают с помощью гарпуна или загонной охотой. Кольчатые нерпы по-прежнему являются важным источником пищи для жителей Нунавута, на них также охотятся и едят на Аляске. Мясо морских млекопитающих может содержать большое количество ртути и представлять опасность для здоровья человека при употреблении в пищу. ФАО регистрирует только количество выловленных водных млекопитающих, а не тоннаж. В 2010 году они зарегистрировали 2500 китов, 12 000 дельфинов и 182 000 тюленей. См.: Бельковый промысел. | ?                               |
| Другие водные животные               | Sea cucumber | Водные рептилии | Морские черепахи издавна ценились в качестве еды во многих частях мира. Китайские тексты пятого века до нашей эры описывают морских черепах как экзотические деликатесы. Морских черепах ловят по всему миру, хотя во многих странах охота на большинство видов является незаконной. Некоторые прибрежные сообщества зависят от морских черепах в качестве источника белка, часто собирая яйца морских черепах и сохраняя пойманных морских черепах живыми на спине до тех пор, пока они не понадобятся для потребления. Большинство видов морских черепах в настоящее время находятся под угрозой исчезновения, а некоторые — на грани исчезновения. ФАО сообщает, что в 2010 году было выловлено 1 418 975 крокодилов, но они не регистрируют тоннаж. | 296+                            |
| Другие водные животные               | Sea cucumber | Иглокожие | Иглокожие — это безголовые беспозвоночные, обитающие на морском дне во всех океанах на разной глубине, но не встречаются в пресной воде. Они обычно имеют пятиконечную радиальную симметрию и двигаются, дышат и осязают с помощью своих выдвижных трубчатых ножек. Они покрыты известковой и колючей оболочкой или кожей. Иглокожие, употребляемые в пищу, включают морские огурцы, морские ежи и иногда морские звёзды. Дикие морские огурцы ловятся дайверами, а в Китае их выращивают в искусственных прудах. Гонады как самцов, так и самок морских ежей, обычно называемые икрой морского ежа, являются деликатесом во многих частях мира. См.: Трепанги. | 373                             |
| Другие водные животные               | Rehydrated jellyfish strips | Медузы | Медузы мягкие и студенистые, с телом в форме зонтика или колокола, которое пульсирует для передвижения. У них длинные, висячие щупальца с жалами для захвата добычи. Они свободно плавают в толще воды во всех океанах, а иногда встречаются и в пресной воде. Медузы сушатся в течение нескольких часов, чтобы не испортились при дальнейшем использовании. В Японии они считаются деликатесом. Традиционными методами обработки занимается мастер медуз. Это включает 20-40-дневную многоэтапную процедуру, которая начинается с удаления гонад и слизистых оболочек. Затем зонтик и ротовые щупальца обрабатывают смесью поваренной соли и квасцов и прессуют. Обработка уменьшает разжижение, запах, рост микроорганизмов, вызывающих порчу, а также делает медузы более сухими и кислыми, создавая хрустящую текстуру. В пищу добывают только сцифоидных медуз, принадлежащих отряду Rhizostomeae, 12 из примерно 85 видов. Большая часть вылова проходит в Юго-Восточной Азии. | 404                             |
| Другие водные животные               | Sea squirt | Другие | Водные животные, не указанные выше, такие как водоплавающие птицы, асцидии (на фото), эхиуриды, ланцетники и лягушки. | 336                             |
| Водные растения и микроводоросли     | Итого по водным растениям и микроводорослям: | Итого по водным растениям и микроводорослям: | Итого по водным растениям и микроводорослям: | 19 893                          |
| Водные растения и микроводоросли     | Seaweed/sea urchin soup · Sea grapes | Морские водоросли | Морские водоросли — макроскопические формы водорослей, в отличие от микроводорослей. Примеры групп морских водорослей — это многоклеточные красные, бурые и зелёные водоросли. Съедобные водоросли обычно содержат большое количество клетчатки и, в отличие от наземных растений, содержат полноценный белок. Морские водоросли широко используются в прибрежных кухнях по всему миру. Морские водоросли были частью рациона питания в Китае, Японии и Корее с доисторических времен. Морские водоросли также потребляются во многих европейских странах: в Исландии и западной Норвегии, на атлантическом побережье Франции, северной и западной Ирландии, Уэльсе и некоторых прибрежных частях Юго-Западной Англии, а также в Новой Шотландии и Ньюфаундленде. См.: Съедобные водоросли. |                                 |
| Водные растения и микроводоросли     | Spirulina tablets | Микроводоросли | Микрофиты — это микроскопические организмы, которые могут быть водорослевыми, бактериальными или грибковыми. Микроводоросли — это группа водных растений, которая включает виды, употребляемые в пищу людьми и животными. Некоторые виды водных бактерий также могут использоваться в качестве морепродуктов, например, спирулина (на фото), разновидность цианобактерий. |                                 |
| Общий объём производства (тыс. тонн) | Общий объём производства (тыс. тонн) | Общий объём производства (тыс. тонн) | Общий объём производства (тыс. тонн) | 168 447                         |

## Обработка
Рыба — очень скоропортящийся продукт: «рыбный» запах мертвой рыбы возникает из-за расщепления аминокислот на биогенные амины и аммиак.
Существует международный рынок торговли живой рыбой, которую обычно перевозят с большими затратами в контейнерах с водой. Изучается также возможность доставки живой рыбы без воды. В ресторанах морепродуктов живую рыбу содержат в аквариумах, что выполняет также и декоративную функцию. Наибольшую популярность торговля живой рыбой имеет в Гонконге, где её импорт в 2000 году составил более 15 000 тонн. По данным World Resources Institute, мировые продажи живой рыбы в том году оценивались в 400 млн долларов США.
Если холодильная цепь при хранении и транспортировке не соблюдается должным образом, пищевые продукты могут испортиться до истечения срока годности, указанного на упаковке. Поскольку потенциальный вред для потребителя при употреблении испорченных морепродуктов намного больше, чем, например, от молочных продуктов, Управление по санитарному надзору за качеством пищевых продуктов и медикаментов США (FDA) ввело в США нормативный акт, требующий использования температурно-временного индикатора (прибора или специальной наклейки) на некоторых свежих охлажденных морепродуктах.
Свежая рыба — это очень скоропортящийся пищевой продукт, она может храниться только в течение короткого времени. Во многих странах свежую рыбу разделывают на филе и хранят на льду или в холодильнике. Свежая рыба чаще всего встречается вблизи водоемов, но появление рефрижераторных железнодорожных и автомобильных перевозок сделало свежую рыбу более широко доступной во внутренних регионах.
Помимо охлаждения или заморозки морепродуктов для их сохранения применяется сушка и засолка. Десикация (полное высушивание) обычно используется для хранения рыбы, такой как треска. Частичная сушка и засолка используются для такой рыбы, как сельдь и скумбрия. Рыбу, такую как лосось, тунец и сельдь, готовят и консервируют. Большинство видов рыбы разделывают на филе перед консервированием, но мелкую обычно только обезглавливают и потрошат.
При слишком длительной варке морепродукты теряют свои вкусовые качества, рекомендуемые время — 10 минут на каждые 2,5 см толщины в самом широком месте, на 5 минут больше при приготовлении в соусе.

## Потребление
Морепродукты потребляют во всем мире. На них приходится 14-16 % животного белка, потребляемого во всем мире; для более одного миллиарда человек морепродукты являются основным источником животного белка. В то же время рыба — один из самых распространенных пищевых аллергенов.
Исландия, Япония и Португалия являются крупнейшими потребителями морепродуктов на душу населения в мире.
Агентство по пищевым стандартам Великобритании рекомендует каждую неделю употреблять по крайней мере две порции морепродуктов, одна из которых должна быть богатой рыбьим жиром. На побережье Великобритании доступно более 100 различных видов морепродуктов.
Жирная рыба, такая как скумбрия или сельдь, богата Омега-3 жирными кислотами с длинной цепью. Эти кислоты имеются в каждой клетке человеческого организма и необходимы для биологических функций человека, таких как работа мозга.
Белая рыба, такая как пикша и треска, содержит мало жиров и калорий, что в сочетании с жирной рыбой, богатой омега-3, такой как скумбрия, сардины, свежий тунец, лосось и форель, может помочь защитить от ишемической болезни сердца, а также укрепляет кости и зубы.
Моллюски особенно богаты цинком, который необходим для здоровья кожи и мышц, а также для фертильности. Считается, что Казанова съедал 50 устриц в день.

## Текстура и вкус
Описано более 33 000 видов рыб и множество видов морских беспозвоночных. Бромфенолы, которые вырабатываются морскими водорослями, придают морским животным запах и вкус, которые отсутствуют у пресноводных рыб и беспозвоночных. Кроме того, химическое вещество под названием диметилсульфониопропионат (DMSP), которое содержится в красных и зеленых водорослях, передается животным в морской пищевой цепи. При расщеплении образуется диметилсульфид (DMS), который часто выделяется во время приготовления свежей рыбы и моллюсков. В небольших количествах он создает специфический запах, который ассоциируется с океаном, но в больших количествах создает впечатление гнилых водорослей и старой рыбы. Другая молекула, известная как TMAO, встречается в рыбе и придает ей специфический запах. Она имеется и у пресноводных видов, но её содержание тем выше, чем глубже рыба живёт, поэтому рыба из более глубоких частей океана имеет вкус ярче, чем живущая на мелководье. Яйцеклетки морских водорослей содержат половые феромоны, называемые диктиоптеренами, которые предназначены для привлечения сперматозоидов. Они придают съедобным водорослям специфический запах.
| Распространенные виды, используемые в качестве морепродуктов | Распространенные виды, используемые в качестве морепродуктов | Распространенные виды, используемые в качестве морепродуктов | Распространенные виды, используемые в качестве морепродуктов                                                         |
|                                                              | Мягкий вкус | Умеренный вкус | Насыщенный вкус |
| ------------------------------------------------------------ | --- | --- | --- |
| Нежная текстура                                              | Пангасиус, камбала, хек, скап, корюшка, микижа, синий краб, скалистый краб, гаечный краб, каракатица, восточная устрица, гигантская устрица | Анчоусы, сельдь, терпуг, большеголов, норвежский морской окунь, нильский окунь, жёлтый окунь, европейская устрица, морские ежи                                                                     | Атлантическая скумбрия                                                                                               |
| Средняя текстура                                             | Чёрный морской окунь, обыкновенный лаврак, дорада, треска, горбыль, пикша, новозеландский макруронус, минтай, скорпены, горбуша, кампечинский луциан, тиляпии, тюрбо, светлопёрый судак, озёрный сиг, зубатки, песчаная мия, атлантический морской моллюск, сердцевидки, ионский краб, снежный краб, раки, гребешок, китайская белая креветка | Угольная рыба, атлантический лосось, кижуч, скат, краб Дандженесс, крабоиды, съедобная мидия, новозеландская мидия, северная креветка                                                              | Эсколар, чавыча, кета, американский шэд                                                                              |
| Твердая текстура                                             | Арктический голец, карп, сом, груперы, палтусы, удильщики, помпано, европейская солея, осетровые, ваху, желтохвост, морское ушко, каменный краб, американский омар, настоящие лангусты, осьминоги, тигровая креветка, тихоокеанские белые креветки, кальмары                                                                                  | Латес, менёк, катрановые акулы, капский ошибень, большая корифена, опахи, акулы-мако, меч-рыба, длиннопёрый тунец, желтопёрый тунец, гуидак, приземистый омар, морской гребешок, каменная креветка | Барракуды, патагонский клыкач, кобия, атлантический горбыль, угри, атлантический голубой марлин, лобан, нерка, тунцы |

## Польза для здоровья
Существует широкий научный консенсус в отношении того, что докозагексаеновая кислота (DHA) и эйкозапентаеновая кислота (EPA), содержащиеся в морепродуктах, полезны для развития нервной системы и когнитивных функций, особенно в молодом возрасте. Продовольственная и сельскохозяйственная организация Объединённых Наций назвала рыбу «суперпродуктом природы». Потребление морепродуктов связано с улучшением неврологического развития во время беременности и раннего детства и в меньшей степени связано со снижением смертности от ишемической болезни сердца.
Употребление рыбы снижает риск развития деменции, рака лёгких и инсульта. Как утверждается в общем обзоре 2020 года, потребление рыбы снижает смертность от всех причин, включая раковые и сердечно-сосудистые заболевания. Обзор показал, что достаточно двух-четырёх порций в неделю. Однако другие исследования не установили статистически значимой зависимости потребления морепродуктов и риска раковых заболеваний.
Части рыбы, содержащие незаменимые жирные кислоты и питательные микроэлементы, зачастую выбрасываются, особенно в развитых стнанах. Наибольшая концентрация микроэлементов, включая кальций, калий, селен, цинк и йод, содержится в голове, кишечнике, костях и чешуе.
Управление по санитарному надзору за качеством пищевых продуктов и медикаментов США рекомендует умеренное (120 г для детей и 240—360 г для взрослых еженедельно) потребление рыбы как часть здорового и сбалансированного питания. Национальная служба здравоохранения Великобритании даёт аналогичный совет, рекомендуя как минимум 2 порции (около 300 г) рыбы в неделю. Национальная комиссия здравоохранения Китая рекомендует немного больше, 300—600 г рыбы в неделю.

## Опасности для здоровья
При оценке опасности морепродуктов для здоровья необходимо учитывать много различных факторов. Среди возможных проблем: морские токсины, микробы, болезни пищевого происхождения, загрязнение радионуклидами и антропогенные загрязнители. Моллюски — одни из наиболее распространенных пищевых аллергенов. Для оценки этих рисков важно знать, когда и где были выловлены морепродукты, однако потребители, как правило, имеют ограниченный доступ к этой информации.
Сигуатера — это заболевание, возникающее в результате потребления токсинов, вырабатываемых динофлагеллятами, которые аккумулируются в печени, икре, голове и кишечнике рифовых рыб. Это наиболее распространенное заболевание, связанное с потреблением морепродуктов, и представляет наибольший риск для потребителей. Популяция планктона, который производит эти токсины, значительно меняется во времени и в зависимости от местоположения, что видно по красным приливам. Оценка риска заражения сигуатерой у любой конкретной рыбы требует определённых знаний о её происхождении и истории жизни, а эта информация часто бывает неточной или недоступной. Хотя сигуатера относительно широко распространена (ежегодно от сигуатеры страдают до 50 000 человек), смертность от неё очень низкая.
Рыба и моллюски имеют естественную тенденцию концентрировать в своем организме неорганические и органические токсины и загрязнители, включая метилртуть, высокотоксичное органическое соединение ртути, полихлорированные дифенилы (ПХД) и микропластики. Виды рыб, занимающих высокие позиции в пищевой цепи, такие как акула, рыба-меч, королевская макрель и длиннопёрый тунец, содержат более высокие концентрации этих биоаккумулянтов. Это связано с тем, что биоаккумулянты накапливаются в мышечных тканях рыб, и когда хищная рыба ест другую рыбу, она поглощает биоаккумулянты потребляемой рыбы. Таким образом, виды, занимающие высокие позиции в пищевой цепи, накапливают в организме биоаккумулянты в концентрациях, которые могут быть в десятки раз выше, чем у видов, которых они потребляют. Этот процесс называется биомагнификацией.
Техногенные катастрофы и промышленные отходы могут приводить к локальному отравлению морепродуктов. Один из примеров — отравление людей ртутью в 1950-х годах в Минамате (Япония). Сточные воды близлежащего химического завода содержали метилртуть, она накапливалась в рыбе, которая затем становилась пищей. Тяжелое отравление ртутью получило название болезнь Минаматы. Авария на атомной электростанции Фукусима в 2011 году и ядерные испытания на полигоне Бикини в 1947—1991 годах привели к опасному уровню загрязнения радионуклидами местной морской флоры и фауны, который сохранялся по состоянию на 2008 год.

Исследование в «Журнале Американской медицинской ассоциации», обобщившее данные базы статей медицинской тематики MEDLINE, сделало следующие выводы о рисках от метилртути, диоксинов и полихлорированных дифенилов для сердечно-сосудистого здоровья и связей между потреблением рыбы и неврологическими заболеваниями: 
«Преимущества умеренного потребления рыбы (1-2 порции в неделю) перевешивают риски для взрослых и, за исключением нескольких отдельных видов рыб, для женщин детородного возраста. Отказ от потребления рыбы из-за неуверенности в отношении рисков и преимуществ может привести к тысячам избыточных смертей от ВПС (врождённых пороков сердца) ежегодно и нарушениям развития нервной системы у детей». 

## Неверная маркировка
Из-за большого разнообразия поставщиков на рынке морепродуктов, они гораздо более подвержены неправильной маркировке, чем фермерская продукция. На потребительском рынке Соединенных Штатов Америки представлено более 1700 видов морепродуктов, 80-90 % из которых импортируются и менее 1 % из них проверяется на соответствие маркировки. Согласно исследованию, проведенному Oceana в 2013 году, около трети морепродуктов в США имеют ложную информацию на упаковке, для отдельных видов продукции эта доля составляет 86 %. Среди распространённых нарушений маркировки: неверное указание места происхождения, использование чужих брендов, подмена вида морепродукта, ложные утверждения об экологичности продукции и увеличение веса с помощью глазирования. Луциан и тунец были особенно подвержены неправильной маркировке, а подмена вида морепродуктов была наиболее распространенным видом мошенничества. Для покупателей супермаркетов многие морепродукты представляют собой просто филе. Без головы, кожи и плавников точно идентифицировать вид рыбы можно только с помощью тестов ДНК, поэтому нередко под видом дорогой рыбы продаётся более дешёвая.
Такие нарушения помимо финансовых убытков могут нанести и ущерб здоровью. Эсколар, продаваемый как тунец, может привести к пищевому отравлению, а рыбы семейства иглобрюхие, выдаваемые за представителей других видов, могут быть смертельно опасными. Нередки случаи превышения допустимых концентраций ртути и других токсинов. Например, исследование 2014 года, опубликованное в PLOS One, показало, что 15 % сертифицированных Морским попечительным советом патагонских клыкачей на самом деле были выловлены на не сертифицированных участках, и содержание ртути в них значительно превышало допустимую норму.

## Экология
Исследования изменений численности популяций различных видов морепродуктов указывают на то, что многие виды могут исчезнуть к 2048 году. По мнению некоторых исследователей, такой коллапс может произойти из-за загрязнения и чрезмерного вылова рыбы, что угрожает океаническим экосистемам.
Крупное международное научное исследование, опубликованное в ноябре 2006 года в журнале Science, установило коллапс на трети основных рыболовных участков мирового океана (коллапс определяется как сокращение до менее чем 10 % от максимальной численности популяций), и что если текущие тенденции сохранятся, подобная участь постигнет и остальные участки. В июле 2009 года Борис Ворм из Университета Дэлхаузи, автор исследования в журнале Science за ноябрь 2006 года, стал соавтором обновленной информации о состоянии мирового рыболовства с одним из критиков оригинального исследования, Рэем Хилборном из Вашингтонского университета в Сиэтле. Новое исследование показало, что с помощью эффективных методов управления рыболовством можно восстановить даже истощенные рыбные запасы и снова сделать их коммерчески успешными. Анализ, опубликованный в августе 2020 года, показывает, что объём морепродуктов теоретически может увеличиться на 36-74 % к 2050 году по сравнению с текущими уловами, и что реализация этого потенциала зависит от ряда факторов, «таких как политические реформы, технологические инновации и степень будущих изменений спроса».
В отчёте ФАО «Состояние мирового рыболовства и аквакультуры за 2004 год» оценивается, что в 2003 году из основных рыбных запасов или групп ресурсов, по которым имеется оценочная информация, «примерно четверть подвергались перевылову, истощению или находилось в состоянии восстановления после истощения (16 %, 7 % и 1 % соответственно) и нуждались в сокращении вылова». Национальный институт рыбного хозяйства, представляющий интересы морской промышленности Соединенных Штатов, не согласен с этим мнением. Его представители утверждают, что наблюдаемое в настоящее время сокращение популяции рыб связано с естественными колебаниями и что усовершенствованные технологии в конечном итоге смягчат любое влияние, которое человечество оказывает на океаническую жизнь.

## В религии
По большей части исламские диетические законы разрешают употребление в пищу морепродуктов, хотя ханбали запрещает угрей, шафи запрещает лягушек и крокодилов, а ханафи запрещает моллюсков и карпов. Еврейские законы Кашрута запрещают употребление в пищу моллюсков и угрей. В Ветхом Завете Моисеев Завет разрешал израильтянам есть рыбу, но моллюски и угри считались мерзостью и не допускались. В древние и средневековые времена католическая церковь запрещала употребление в пищу мяса, яиц и молочных продуктов во время Великого поста. Фома Аквинский утверждал, что они «доставляют большее удовольствие как пища [чем рыба] и большее питание для человеческого тела, так что от их потребления получается больший излишек семенной материи, которая в избытке становится большим стимулом для похоти». В Соединенных Штатах католическая практика воздержания от мяса по пятницам во время Великого поста способствовала росту популярности жареной рыбы, и многие приходы раздают жареную рыбу во время Великого поста. В преимущественно римско-католических районах рестораны могут корректировать свое меню во время Великого поста, добавляя в меню блюда из морепродуктов.

## Использование
Морепродукты широко используются в блюдах испанской, французской, итальянской и средиземноморской кухонь.
- Буйабес
- Суши
- Различные разновидности пиццы и пасты
- Паэлья
- Океан (паста)
- Биск (блюдо)